# Château de Branges
Le château de Branges est un château situé au hameau de Branges, au nord d'Arcy-Sainte-Restitue, situé entre Braine et Fère-en-Tardenois sur un axe nord-sud, et entre Oulchy-Le-Chateau et Fismes sur un axe ouest-est. Depuis 1973, Branges est rattaché en tant que hameau à la commune d'Arcy-Sainte-Restitue, en France.

## Localisation
Le château est situé au hameau de Branges, rattaché à la commune d'Arcy-Sainte-Restitue, dans le département de l'Aisne.

## Historique
Le monument,  datant du 16e siècle, est inscrit au titre des monuments historiques en 1928.